# Ilyarachna spinosissima
Ilyarachna spinosissima is een pissebed uit de familie Munnopsidae. De wetenschappelijke naam van de soort is voor het eerst geldig gepubliceerd in 1916 door Hansen.